# Vzdělávání 3.0
Vzdělávání 3.0 (anglicky Education 3.0) je zastřešující pojem, jenž je využíván jak teoretiky vzdělávání, tak médii pro popis rozličných způsobů integrace nových technologií do všech stupňů vzdělávání. 
Jedná se o nepřesně vymezený koncept, jenž souvisí s nástupem nové generace digitálních technologií a webových rozhraní (viz web 3.0). Nepanuje ani obecná shoda na tom, v čem přesně se liší od vzdělávání 2.0. Podle stránek educatorstechnology.com je nicméně možné vymezit některé rozdíly, kterými se liší od předchozí koncepce (zejm. v oblasti vyššího vzdělávání), a to v oblastech jako úloha učitele, obsah, aktivity, institucionální zázemí, chování studentů a technologie.
Zatímco v modelu vzdělávání 2.0 byl učitel průvodce světem vzdělání a zdrojem znalostí, ve vzdělávání 3.0 je součástí procesu kolaborativního vytváření znalostí. I když ve vzdělávání 2.0 již byly přítomné otevřené vzdělávací zdroje, stále zůstávaly často určitým způsobem omezené k širšímu využívání (např. otevřené jen pro jednu instituci či sdílené v rámci spolupráce mezi vysokými školami), v novém modelu je již kladen požadavek na úplné otevření znalostí všem studentům. Dochází k posunu také v oblasti aktivity, tedy k dalšímu opouštění fyzických prostor institucí, prohloubení interdisciplinárního přístupu a ke spolupráci napříč institucemi i národy. S tím souvisí i změna uspořádání a propojování jednotlivých organizací v globálním měřítku a vznik nových institucí, které se zabývají vyšším vzděláváním, přičemž odpadají regionální a institucionální překážky. V oblasti chování studentů je zřetelná jejich emancipace a posun od pasivního přijímání znalostí k aktivnímu přístupu, stejně jako jejich zapojování do procesu vytváření znalostí. Značný posun je patrný také v oblasti technologií, které jsou vzájemně propojené a sestávají z různých aplikací.
Jako hlavní aspekt konceptu vzdělávání 3.0 je možné vymezit demokratizaci celého systému, jež usnadňuje přístup ke vzdělávání, resp. znalostem. Značná část znalostí, ke které se dříve mohli dostat pouze studenti prestižních škol, je k dispozici každému s připojením na internet. Nejdůležitějším předpokladem již není socioekonomická situace a status studenta, ale jeho motivace ke vzdělání. Vliv prostředí zůstává stále značný, ale je méně determinující než dříve.